# Szojuz TMA–21
A Szojuz TMA–21 a Szojuz–TMA orosz háromszemélyes szállító/mentőűrhajó űrrepülése 2011-ben, a 109. küldetés. A 61. emberes repülés, a 27. személyzet három tagját vitte fel a Nemzetközi Űrállomásra (ISS).

## Küldetés
Hosszú távú cserelegénységet szállított az ISS fedélzetére. A tudományos és kísérleti feladatokon túl az űrhajók cseréje volt szükségszerű.

## Jellemzői
2011. április 4-én a Bajkonuri űrrepülőtér indítóállomásról egy Szojuz–FG juttatta Föld körüli, közeli körpályára. Több pályamódosítást követően április 6-án a Nemzetközi Űrállomást (ISS) automatikus vezérléssel megközelítette, majd sikeresen dokkolt. Az orbitális egység pályája 88,8 perces, 51,65 fokos hajlásszögű, elliptikus pálya-perigeuma 201 kilométer, apogeuma 255 kilométer volt.
Az időszakos karbantartó munkálatok mellett elvégezték az előírt kutatási, kísérleti és tudományos feladatokat. A legénység (önállóan vagy a látogató személyzettel együtt) több mikrogravitációs kísérletet, emberi, biológiai és biotechnológiai, fizikai és anyagtudományi, technológiai kutatást, valamint a Földdel és a világűrrel kapcsolatos kutatást végeztek. Fogadták a teherűrhajókat (M–09M, ATV–2, M–10M, M–11M, M–12M), kirámolták a szállítmányokat, illetve bepakolták a keletkezett hulladékot.
2011. szeptember 16-án Zsezkazgan városától hagyományos visszatéréssel, a tervezett leszállási körzettől mintegy 149 kilométerre ért Földet. Összesen 164 napot, 5 órát, 41 percet és 24 másodpercet töltött a világűrben. 2575 alkalommal kerülte meg a Földet.

## Személyzet

### Felszállásnál
- Alekszandr Mihajlovics Szamokutyajev parancsnok,  Oroszország
- Andrej Ivanovics Boriszenko fedélzeti mérnök,  Oroszország
- Ronald John Garan, fedélzeti mérnök,  Egyesült Államok

### Leszálláskor
- Alekszandr Mihajlovics Szamokutyajev parancsnok,  Oroszország
- Andrej Ivanovics Boriszenko fedélzeti mérnök,  Oroszország
- Ronald John Garan, fedélzeti mérnök,  Egyesült Államok

### Tartalék személyzet
- Anton Nyikolajevics Skaplerov parancsnok,  Oroszország
- Anatolij Alekszejevics Ivanyisin fedélzeti mérnök,  Oroszország
- Daniel Christopher Burbank fedélzeti mérnök,  Egyesült Államok

## Külső hivatkozások
- Szojuz TMA–21. kursknet.ru. [2012. március 13-i dátummal az eredetiből archiválva]. (Hozzáférés: 2013. augusztus 21.)
- Szojuz TMA–21. spacefacts.de. (Hozzáférés: 2013. augusztus 21.)
- Szojuz TMA–21. sg.hu. (Hozzáférés: 2013. augusztus 21.)
- Szojuz TMA–21. lib.cas.cz. [2013. október 13-i dátummal az eredetiből archiválva]. (Hozzáférés: 2013. augusztus 21.)